# سعيد بن أحمد البوسعيدي
سعيد بن أحمد بن سعيد البوسعيدي (؟؟؟؟ - 1810)، ثاني أئمة الأسرة البوسعيدية، بويع بالإمامة بعد وفاة والده الإمام أحمد بن سعيد في الرستاق في عام 1198هـ (1783م)، لكن بعض زعماء القبائل لم يقبلوا بإمامته، فحاولوا عزله وتنصيب أخيه قيس مكانه في اجتماعين الأول في المصنعة والثاني في نخل، ولكنهم فشلوا بسبب رفض الإمام سعيد التنازل عن إمامته.
كان أخواه سلطان وسيف من أكثر المعارضين له، وكانت معارضتهما منذ عهد والدهما عندما كان سعيد واليًا على بركاء. وقد وصفه ابن زريق العماني في كتابه الفتح المبين بقوله: «كان الإمام سعيد هذا شجاعاً شهيراً فصيح اللسان ناظماً للشعر ، عارفا بمعانيه وبيانه ، مميزا بين الشعر البذئ والشعر الحسن ، واذا تحدث لا يُمل من حديثه إذ أكثره حكم».
إتخذ الإمام سعيد من الرستاق عاصمة له وبنى فيها حصن المنصور في عام 1220 هـ (1805م)، وعندما شعر بإختلاف القبائل عليه أشرك إبنه حمد بن سعيد معه في الحكم والإدارة، فعينه نائبًا عنه في مسقط. أكرم حمد أهل عٌمان، وقرب أهل العلم والورع فأحبه أهل عُمان، وصفه ابن رزيق بأنه «داهية من دواهي العرب»، ووفد إليه أهل عُمان وأصبحت مسقط عاصمة اقتصادية لعُمان وهُجرت الرستاق.
توفي حمد بن سعيد عام 1206هـ (1791م) بعد ستة أعوام من نيابته، فاستغل سلطان بن أحمد (حكم: 1206-1219هـ / 1792-1804م) الموقف، فانتزع مسقط من أخيه الإمام سعيد بعد حروب شارك فيها قيس بن أحمد والي صحار، وبذلك انفصلت مسقط عن تبعيتها لمدينة الرستاق.
تولى الإمام سعيد ولاية نزوى في عهد أبيه ثم نقله إلى بركاء، وكان شاعراً، وبقى الإمام سعيد بالرستاق إمامًا حتى وفاته في عام 1225هـ (1810م).